# Ginnastica ai Giochi della III Olimpiade - Salita alla fune
La competizione della Salita alla fune dei Giochi della III Olimpiade si è svolta il 28 ottobre 1904 presso il Francis Field della Washington University di Saint Louis.

## Risultato
La corda era alta 25 piedi (7,62 m). A ogni concorrente sono state concesse tre prove, la prova migliore era valida per la classifica.
| Pos.    | Atleta         | Nazione     | Tempo |
| ------- | -------------- | ----------- | ----- |
| Oro     | George Eyser   | Stati Uniti | 7"0   |
| Argento | Charles Krause | Stati Uniti | 7"2   |
| Bronzo  | Emil Voigt     | Stati Uniti | 9"8   |